# Lemju
Lemju, Lemja nebo Lema (rusky Лемъю, Лемью, Лемья nebo Лема) je řeka v Komiské republice na severovýchodě evropské části Ruska. Je dlouhá 197 km. Plocha povodí zasahuje 4310 km².

## Průběh toku
Teče bažinatou rovinou. Ústí zleva do ramene Pečory zvaného Lemdikost.

## Vodní režim
Zdrojem vody jsou převážně sněhové srážky. Nejvyšších vodních stavů dosahuje od konce dubna do června. V létě může docházet k povodním způsobeným dešti.

## Využití
Řeka je splavná pro vodáky.